# اومبرتو سولاس
اومبرتو سولاس (به اسپانیایی: Humberto Solás) ‏ (۲۰۰۸ - ۱۹۴۲) فیلم‌ساز و کارگردان کوبایی.

## آثار
- ۱۹۶۱ - فرار، کازابلانکا
- ۱۹۶۳ - دگرگونی‌ها، تصویر
- ۱۹۶۵ - تعقیب
- ۱۹۶۶ - نخستین واقعه‌نگاری
- ۱۹۷۰ - برگ
- ۱۹۷۲ - یک روز در ماه نوامبر
- ۱۹۷۷ - زاده‌شده در لنین‌گراد
- ۱۹۷۸ - ویلفردو لام
- ۱۹۹۵ - تصویر هاوانا
- ۲۰۰۵ - محله‌های کوبا، آدلا